# Dobrovolskyita
La dobrovolskyita és un mineral de la classe dels sulfats. Rep el nom en honor del professor Vladimir Vitalievich Dolivo-Dobrovolsky (Владимир Витальевич Доливо-Добровольский) (1927–2009), de l'Institut de Mineria de Sant Petersburg, un dels científics russos més importants en el camp de la petrologia, l'òptica i la química dels cristalls.

## Característiques
La dobrovolskyita és un sulfat de fórmula química Na₄Ca(SO₄)₃. Es tracta d'una espècie aprovada per l'Associació Mineralògica Internacional, i publicada per primera vegada el 2021. Cristal·litza en el sistema trigonal. La seva duresa a l'escala de Mohs és 3,5. Es troba relacionada químicament i estructuralment amb la bubnovaïta, i només químicament amb la glauberita.
L'exemplar que va servir per a determinar l'espècie, el que es coneix com a material tipus, es troba conservat a les col·leccions del museu mineralògic de la Universitat Estatal de Sant Petersburg (Rússia), amb el número de catàleg: 1/19829.

## Formació i jaciments
Va ser descoberta al volcà Tolbàtxik, situat al krai de Kamtxatka (Rússia), concretament al segon con d'escòria de l'avanç nord de la Gran erupció fissural d'aquest volcà (1975–1976). Es tracta de l'únic indret de tot el planeta on ha estat descrita aquesta espècie mineral.